# الرجل الماشي 1
الرجل الماشي 1، أو الرجل السائر، حرفياً: الرجل الذي يمشي هو أسم يطلق على أي واحدة من المنحوتات البرونزية والتي تشمل ستة نسخ مرقمة بالإضافة إلى أربعة  تجارب للفنان صنعت بواسطة النحات السويسري ألبرتو جياكوميتي عام 1961. في الثالث من فبراير عام 2010، أصبحت النسخة الثانية من التمثال إحدى أغلى الأعمال الفنية التي قد تم بيعها في مزاد، والتي بيعت بمبلغ 104.3$ مليون دولار، وهو أغلى تمثال حتى شهر مايو من عام 2015 عندما تم تجاوزه من قبل عمل آخر من أعمال جياكوميتي وهو الرجل المُشير.

## التمثال
يصور التمثال البرونزي رجلاً وحيداً في منتصف خطوة وذراعاه متدليتان على جانبيه. وُصِف هذا العمل على انه يمثل «صورة متواضعة لرجل اعتيادي، ورمز قوة للإنسانية». وقد سبق وأن عرض جياكوميتي «التوازن الطبيعي للخطوة» كرمز لـ «قوة حياة الإنسان».
في عام 1961، قام مُلّاك ناطحة السحاب «جيس مانهاتن بلازا» في مدنية نيويورك بالطلب إلى جياكوميتي أن يشترك في مشروع من خلال تصميم تماثيل برونزية خارج المبنى.  لقد قام جياكوميتي بإنشاء العديد من التماثيل، والتي كان الرجل الماشي 1 من بينها. كافح جياكوميتي في هذا المشروع وفي نهاية الأمر تخلى عن العمولة. وعلى أية حال، قام النحات السويسري عام 1961 بنحت عمل برونزي بالحجم الطبيعي من أجل عرضه في مؤسسة «بينالي البندقية» العام الذي يليه. وقد تم صنع الرجل الماشي 1في الفترة التي كان فيها جياكوميتي في قمة النضج الفني،  إذ يمثل ذروة تجربته مع الكيان البشري. يعتبر العمل أحد أهم الأعمال للفنان ويعد أحد الايقونات الفنية الحديثة.
تتواجد النسخة الأولى من التمثال في متحف كارنيجي للفنون في بيتسبرغ، ولاية بينسيلفينيا، في حين أن النسخة الثانية منه تتواجد ضمن مجموعة ذات ملكية خاصة. أما التماثيل الأخرى من الرجل الماشي 1فتتضمن تلك التي في مؤسسة مايت في مدينة سان بول دي فينيس، وفي معرض أولبرايت - نوكس للفنون في مدينة بوفالو، نيويورك، وفي متحف لويزيانا للفن الحديث في مدينة كوبنهاجن في الدانمارك.

## المزاد
في الثالث من فبراير عام 2010، عُرضت النسخة الثانية من التمثال في دار سوذبيز للمزادات في لندن. وقد عرضت القطعة للبيع من قبل المجموعة البنكية الألمانية كومريسبانك، والذين قد سبق وأن حصلوا عليها عندما تم أخذها من قبل بنك درسدنر عام 2009. وقد تم تسجيل عملية البيع تلك على أنها أول عملية بيع في مزاد لأحد أعمال جياكوميتي بالحجم الطبيعي منذ 20  سنة. كان مقدر بيع العمل بمقابل 12£ إلى 18£ مليون، ولكن لم تمضي سوى 8 دقائق حتى تم شراء التمثال من قبل ليلي سافرا، وهي أرملة المصرفي اللبناني البارز ادمون سافرا، بمقابل 58£ مليون دولار. وبالإضافة إلى قسط المشتري وصل السعر إلى 65£ مليون (103.7$ مليون دولار أمريكي).
وقد كسر هذا السعر الرقم المسجل مسبقاً لأحد أعمال جياكوميتي في مزاد، والذي كان يبلغ 27.5$ مليون دولار باسم عمل المرأة الواقفة الكبيرة 2عام 2008. وذلك لأغلى تمثال بيع في مزاد علني، والذي كان مسجل باسم التمثال ذو الخمسمائة عام لبوة غوينول والذي بيع في دار سوذبيز في عام 2007 بمقابل 57.2$ مليون. وعند تحويل السعر للجنيه الإسترليني وبتجاهل التضخم، يمكن للتمثال البرونزي أن يكسر السعر المسجل لأغلى عمل فني بيع في مزاد علني والذي كان مسجل  منذ عام 2004، بقيمة 104.2$ مليون (£58.2 مليون) من قبل لوحة  صبي وغليون للفنان بابلو بيكاسو. يبقى أغلى عمل فني بيع في مزاد علني مسجل باسم لوحة بورتريه الدكتور غاشيه بريشة الفنان فان كوخ، والتي تم شراؤها في مايو من عام 1990 بمقابل 82.5$ مليون (ما يقارب 138.4$ أمريكي المعدلة حسب مؤشر أسعار المستهلك لعام 2010).  في حين أن لوحة رقم 5  1948  ، للفنان جاكسون بولوك والتي بيعت بشكل غير معلن مقابل 140$ مليون في عام 2006 (ما يقارب 151$ مليون أمريكي لعام 2010)  تظل أغلى عمل فني تم بيعه على الإطلاق.